# 爱德华·阿斯纳
爱德华·阿斯纳（英語：Ed Asner，1929年11月15日—2021年8月29日），美国演员，美國影視演員工會前主席，代表作有《玛丽·泰勒·穆尔秀》和《卢·格兰特》。